# 夏德儀
夏德儀（1901年11月7日—1998年11月18日），號卓如，又號百吉，江蘇省東台縣翟家村（今兴化市张郭镇）人，歷史學家。

## 生平
夏德儀1926年畢業於北京大學歷史系，此後曾在江蘇、浙江、安徽等地中學任教，教授中國史地，並曾兼負責學校教務。1937年抗日戰爭爆發，夏德儀擕家到四川，先後在四川、雲南的大專院校授歷史課。1945年抗日戰爭勝利後，他返回家鄉。1946年，他應聘到國立臺灣大學任臺灣大學歷史系中國史專科教授，直至1972年底退休。此後他擕夫人到美國定居，常住在次女夏璇位于匹兹堡的家中。1998年11月18日他在匹兹堡逝世，享年98歲。

## 家庭
- 妻：孫序
- 長女
- 次女：夏璇
- 三女：